# Hylodes pipilans
Espèce
Statut de conservation UICN

 DD  : Données insuffisantes
Hylodes pipilans est une espèce d'amphibiens de la famille des Hylodidae.

## Répartition
Cette espèce est endémique de l'État de Rio de Janeiro au Brésil. Elle se rencontre à Guapimirim et Cachoeiras de Macacu dans la Serra dos Órgãos.

## Description
Les 9 spécimens adultes mâles observés lors de la description originale mesurent entre 23,0 mm et 25,1 mm de longueur standard et le spécimen adulte femelle observé lors de la description originale mesure 27,7 mm de longueur standard. Son dos est brun foncé légèrement verdâtre. Son ventre est argenté avec des taches irrégulières brunes.

## Étymologie
Son nom d'espèce, du latin pipilans, « qui chante comme un oiseau », lui a été donné en référence à son chant d'appel.

## Publication originale
- Canedo & Pombal, 2007 : Two new species of torrent frog of the genus Hylodes (Anura, Hylodidae) with nuptial thumb tubercles. Herpetologica, vol. 63, no 2, p. 224-235 (texte intégral).